# Тримонт (Илиноис)
Тримонт (енгл. Tremont) град је у америчкој савезној држави Илиноис.

## Демографија
По попису из 2010. године број становника је 2.236, што је 207 (10,2%) становника више него 2000. године.
| Група             | 2000.         | 2010.         |
| Белци             | 2.006 (98,9%) | 2.146 (96,0%) |
| Афроамериканци    | 3 (0,1%)      | 16 (0,7%)     |
| Азијати           | 2 (0,1%)      | 10 (0,4%)     |
| Хиспаноамериканци | 9 (0,4%)      | 39 (1,7%)     |
| Укупно            | 2.029         | 2.236         |